# Любомирская, Урсула Екатерина
Урсула Екатерина фон Альтенбокум (Ursula Katharina von Altenbockum), в первом браке княгиня Любомирская (25 ноября 1680, Варшава (?) — 4 мая 1743, Дрезден) — официальная фаворитка Августа Сильного в 1700—1705 годах, мать шевалье де Сакса.
Дочь Иоганна Генриха фон Альтенбокума, выходца из среды вестфальского дворянства, и его польской жены Констанции Браницкой. В 15 лет покорила сердце магната Ежи Доминика Любомирского и стала его женой. Жила в центре Варшавы в пышной резиденции Любомирских, прозванной «дворцом под бляхой».
Польско-литовский монарх, заимствуя приёмы и институции версальского двора Людовика XIV, среди прочего позаимствовал и институт официальной фаворитки. Его избранница должна была открыто блистать на виду всего двора, принимать участие в официальных церемониях вплоть до приёма послов и заседаний королевского совета. Это было нечто неслыханное в католической Польше. В глазах шляхтичей монарха оправдывало то, что он фактически расстался с женой, отказавшейся принять вместе с ним католичество и уединившейся в замке Претч-на-Эльбе.
В 1700 г. княгиня Любомирская, к тому времени разошедшаяся с мужем, сменяет подле короля другую красавицу — графиню Эстерле. Чтобы придать блеск её положению, император Священной Римской империи наделяет её громким титулом княгини Тешенской (Reichsfürstin von Teschen), хотя реально во владение Урсуле Екатерине был предоставлен не Тешен, а город Хойерсверда. Её брату Яну Казимиру была предложена епископская кафедра.
В 1705 г. началось постепенное сближение короля с новой фавориткой — графиней Козельской. Княгиня Тешенская получила щедрые прощальные дары и удалилась в почётную отставку в Бреслау. Когда Август охладел к графине, её предшественнице было дозволено вернуться ко двору. Благодаря своему богатству она вновь заняла видное место среди саксонских придворных и оказалась вовлечена в некоторые политические интриги, хотя о возобновлении отношений с королём речи уже не шло.

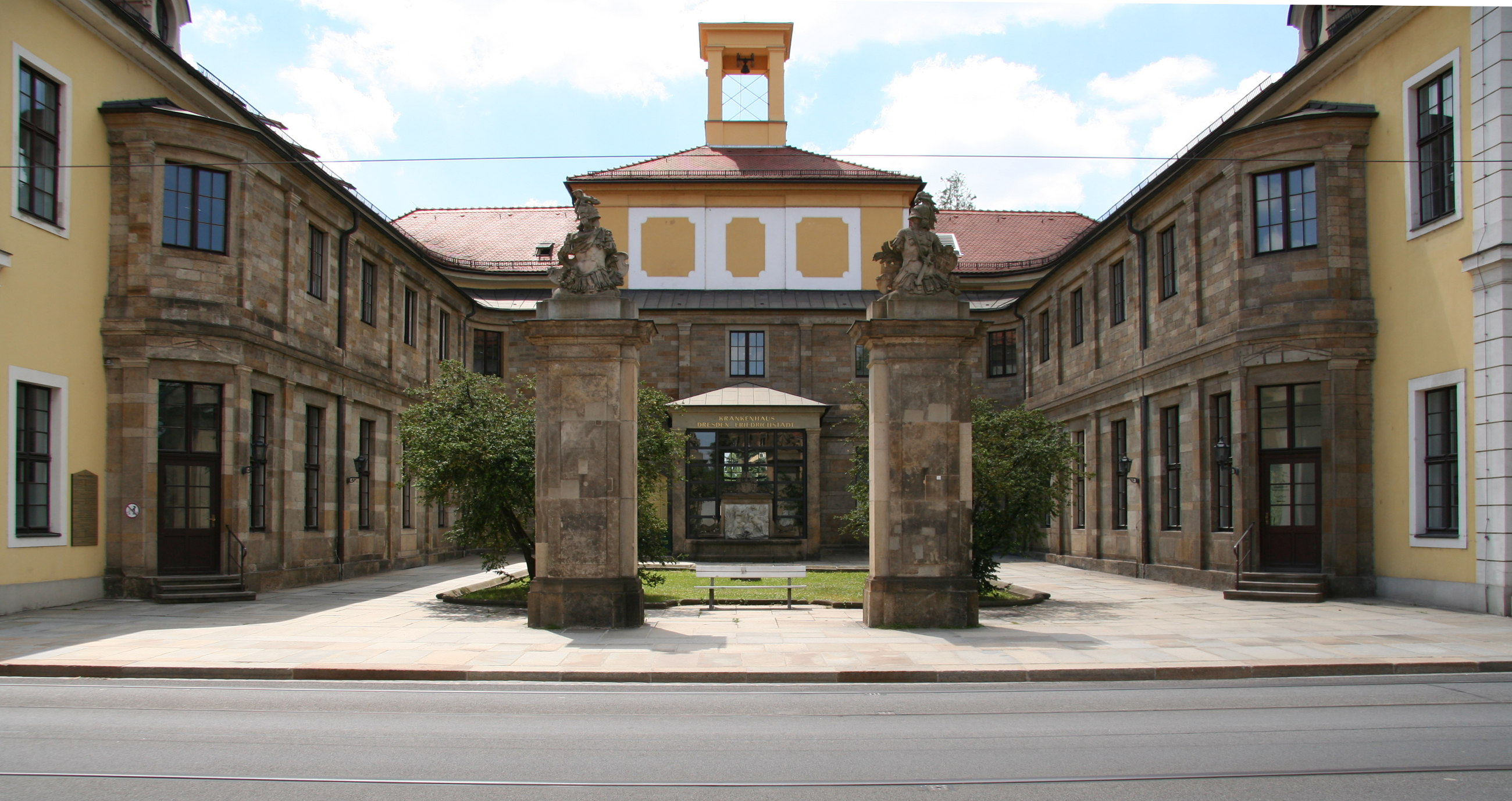
Дворец княгини Тешен в Дрездене

В 1722 г. 42-летняя Урсула Катарина тайно обвенчалась с 32-летним полководцем Фридрихом Людвигом Вюртемберг-Виннентальским, представителем Вюртембергского владетельного дома. По мнению придворных, жениха привлекали в Урсуле не столько следы её былой красоты, сколько солидный размер её состояния.
После смерти Августа II его сын и преемник отобрал у Урсулы Екатерины права на Хойерсверду, согласившись взамен выплачивать ежегодно 18 тысяч талеров. Под предлогом слабого здоровья она перестала появляться при дворе и затворилась в своём дрезденском дворце, построенном Науманом. Похоронена в Литомержице, в Судетах.